# Lug (gmina Bajina Bašta)
Lug (cyr. Луг) – wieś w Serbii, w okręgu zlatiborskim, w gminie Bajina Bašta. W 2011 roku liczyła 2789 mieszkańców.